# Nazzal al-Armouti
Muhammad Nazzal al-Armouti (* 16. Juli 1924 in Amman, Transjordanien; † 19. August 2015) war ein jordanischer Politiker und Diplomat.

## Leben
Muhammad Nazzal al-Armouti, Sohn von Nazzal Ahmad al-Armouti und dessen Ehefrau Hamdeh Hamdan Abou Shuwaina, begann nach dem Besuch von Schulen in Amman und Al-Salt ein Studium der Rechtswissenschaften an der Universität Damaskus sowie an der University of Exeter, das er dort 1946 mit einem Bachelor of Laws (LL.B.) abschloss. Nach seiner Rückkehr 1947 trat er in den öffentlichen Dienst ein und wurde zunächst Büroleiter im Amt des Obersten Richters sowie 1948 Generalsekretär des Innenministeriums. Im Anschluss wurde er 1950 Generalsekretär des Parlaments (Maǧlis al-Umma) sowie 1952 Generalinspekteur der Einkommensteuerbehörde, ehe er 1954 Rechtsberater des Finanzministers wurde. In der Folgezeit übernahm er 1955 den Posten als Gouverneur des Gouvernement Hebron, 1956 des Gouvernement Irbid, 1957 des Gouvernement al-Karak, 1958 des Gouvernement Maʿan, 1959 des Gouvernement Nablus sowie zuletzt 1960 des Gouvernement al-Salt.
1961 wurde al-Armouti zunächst Unterstaatssekretär im Innenministerium und bekleidete anschließend zwischen 1964 und 1965 den Posten des Innenministers im zweiten Kabinett von Ministerpräsident Bahdschat at-Talhuni. Nach seinem Ausscheiden aus dem Kabinett wechselte er den diplomatischen Dienst und war von 1965 bis 1967 erst Botschafter in Algerien, Libyen und Tunesien sowie im Anschluss zwischen 1967 und 1971 Botschafter in Kuwait, ehe er 1971 noch für kurze Zeit Leiter der Politischen Abteilung des Außenministeriums war. Anschließend wechselte er in die Wirtschaft und war zwischen 1971 und 1989 Vorstandsvorsitzender der Jordan Gulf Bank.
Aus seiner 1949 geschlossenen Ehe mit Souad Amar Ma’ani gingen neun Kinder hervor.